# Taroom
Taroom är en ort i Australien. Den ligger i kommunen Banana och delstaten Queensland, omkring 380 kilometer nordväst om delstatshuvudstaden Brisbane. Antalet invånare är 1 263.
Trakten runt Taroom är nära nog obefolkad, med mindre än två invånare per kvadratkilometer..
Omgivningarna runt Taroom är i huvudsak ett öppet busklandskap.  Genomsnittlig årsnederbörd är 747 millimeter. Den regnigaste månaden är januari, med i genomsnitt 137 mm nederbörd, och den torraste är augusti, med 11 mm nederbörd.